# Damià Calvet i Valera
Damià Calvet i Valera (Vilanova i la Geltrú, 23 de maig de 1968) és un polític català, que va fer de conseller de Territori i Sostenibilitat de la Generalitat de Catalunya des de maig de 2018 fins al maig de 2021. Fou president del Port de Barcelona entre juliol de 2021 i novembre de 2022. Des de juliol de 2023 és vicepresident de l'AMB.

## Biografia
És fill d'una família de pescadors de Vilanova i la Geltrú. Va estudiar als escolapis i a l'Institut Manuel de Cabanyes. Diplomat en Arquitectura Tècnica per la Universitat Politècnica de Catalunya (1994) i en Relacions Institucionals i Màrqueting Públic per la Universitat Autònoma de Barcelona (1996), postgrau en Direcció Immobiliària per la Universitat Autònoma de Barcelona (2000) i graduat en Ciències i Tecnologies de l'Edificació per La Salle-Universitat Ramon Llull (2010). Durant la seva etapa universitària es va involucrar en la Federació Nacional d'Estudiants de Catalunya, sindicat universitari.
Va començar en la política l'any 1999 com a regidor de la seva ciutat natal. Anteriorment ja havia treballat a l'administració pública; concretament, entre el 1997 i el 2001 va exercir de cap de gabinet al Departament de Política Territorial i Obres Públiques, i entre el 2001 i el 2004, com a director general d'Arquitectura i Habitatge. Va ser secretari de Territori i Mobilitat entre el 2011 el 2013. L'any 2013 esdevé director de l'Institut Català del Sòl, càrrec que deixa el 2018 en ser nomenat conseller de Territori i Sostenibilitat en substitució de Josep Rull. L'any 2015 va tornar a l'administració local com a tinent alcalde de la ciutat on resideix, Sant Cugat del Vallès.
L'any 2015, juntament amb la seva dona i la seva filla, va impulsar una campanya de micromecenatge per lluitar contra un càncer infantil avui dia incurable anomenat glioma difús de tronc (conegut com a DIPG per la seva sigla en anglès), que va patir la seva altra filla Laia. El projecte, anomenat «Tot esborrat i ben controlat», va recollir 63.896 euros, que es van destinar a la Fundació Sant Joan de Déu.

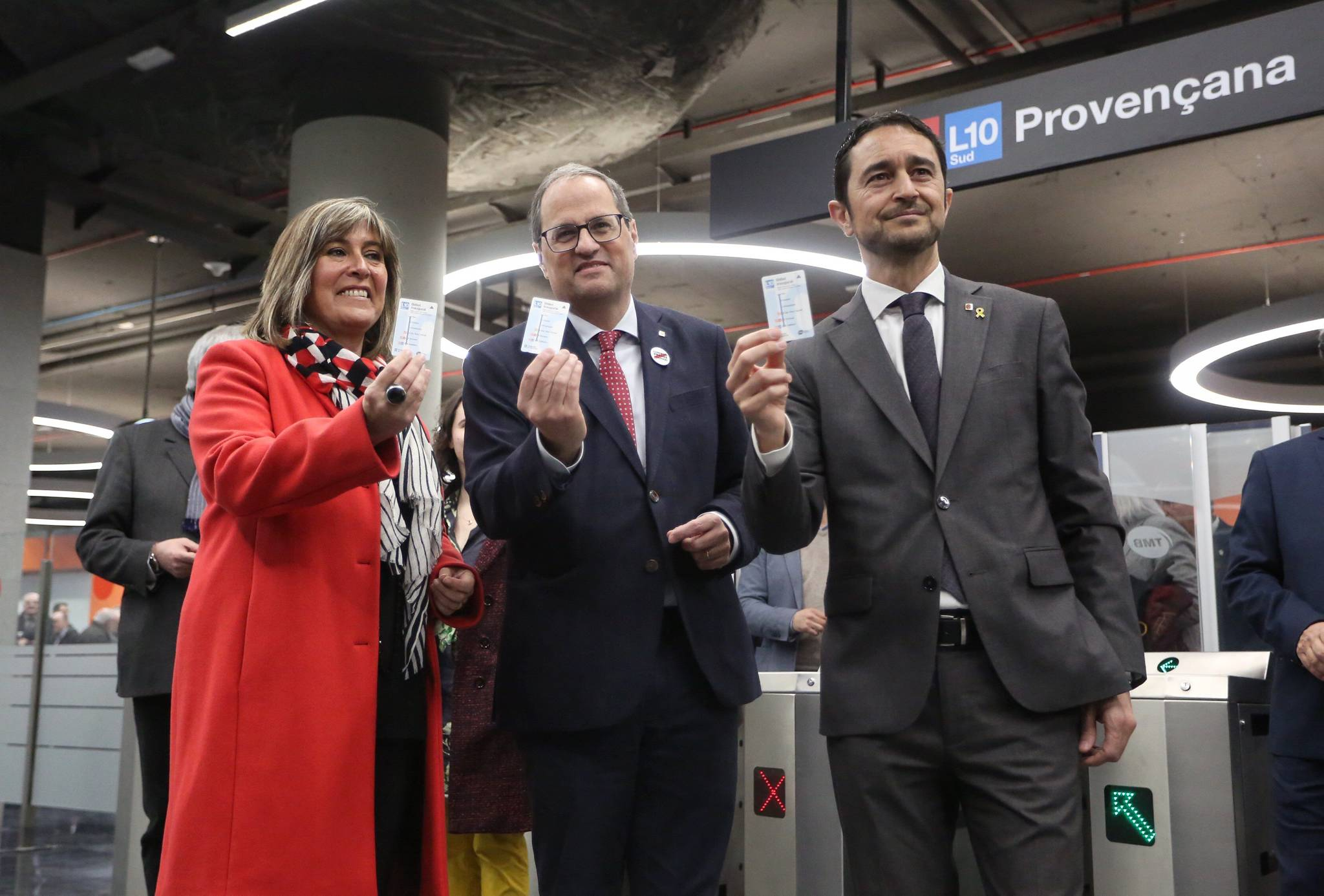
Calvet (dreta), amb Núria Marín i Quim Torra, inaugurant l'estació de Provençana de la línia 10 del metro de Barcelona, el març de 2019

El 29 de maig de 2018 fou nomenat conseller de Territori i Sostenibilitat del Govern de la Generalitat de Catalunya en substitució de Josep Rull i Andreu. Sota el seu mandat, es van aprovar les lleis de ports, de protecció i ordenació del litoral i la de l'Agència de la Natura, encara que aquest organisme va causar polèmica entre els propietaris forestals i alguns alcaldes de zones rurals. A banda, es van aprovar decrets per la limitació dels desnonaments durant la pandèmia de la COVID-19, i l'ordenació dels serveis de transport de viatgers en vehicles de fins a nou places. Tot i això, no va poder tirar endavant la prova pilot del sistema d'eurovinyeta pel bloqueig del govern espanyol, ni va poder posar en marxa el projecte de la T-Mobilitat.
El novembre de 2020 es va presentar a les primàries de Junts per Catalunya per optar a la Presidència de la Generalitat, a les eleccions al Parlament de Catalunya del 14 de febrer de 2021. També s'hi van presentar Laura Borràs i Jordi Ferrés, qui pocs dies abans de les eleccions, va demanar el vot per Borràs. Borràs va guanyar les primàries.
El dia 17 de juny del 2021 s'anuncià que seria nomenat president del Port de Barcelona amb data 29 de juny del 2021. Rellevà en el càrrec Mercè Conesa, designada per ell mateix el juliol del 2018. El novembre de 2022 fou substituït per Lluís Salvadó en el càrrec.
El 2023 va formar part de la llista de Xavier Trias a les eleccions municipals per Barcelona. El juliol de 2023 fou nomenat vicepresident de l'AMB.